# Recquignies
Recquignies é uma comuna francesa na região administrativa de Altos da França, no departamento do Norte. Estende-se por uma área de 6.17 km². Em 2010 a comuna tinha 2 432 habitantes (densidade: 394,2 hab./km²).